# Straßensystem in Litauen

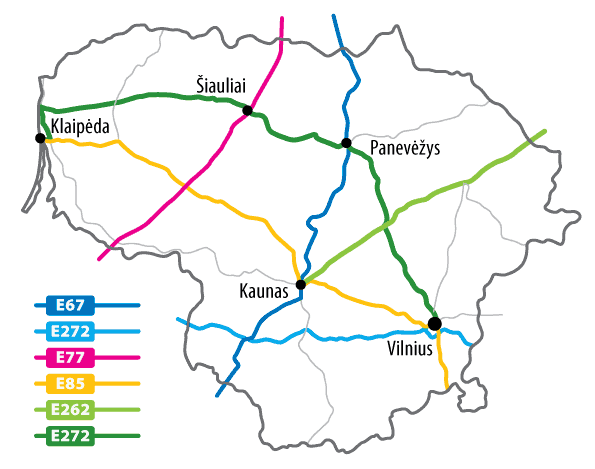
Europastraßen in Litauen

Nationalitätenzeichen für litauische Fahrzeuge

Das Straßensystem in Litauen umfasst Straßen mit einer Länge von 21.328 km (2006).

## Straßenkategorien
Es werden folgende Straßenkategorien im übergeordneten Straßennetz von Litauen unterschieden:
- Fernstraßen
  - Europastraßen: Die Europastraßen in Litauen sind in der Karte dargestellt.
  - Autobahnähnlich ausgebaute Straßen:
    - Magistralinis kelias A1. Die Straße ist zwischen Kaunas und Klaipėda autobahnartig ausgebaut, zwischen Vilnius und Kaunas als vierspurige Schnellstraße.
    - Magistralinis kelias A2. Die Straße, die von Klaipėda nach Panevėžys führt, ist größtenteils autobahnartig ausgebaut.

  - Hauptstraßen (Automagistralė; Länge insgesamt rund 1.749 km). Außer den autobahnähnlich ausgebauten Straße A1 und A2 besteht das Grundgerüst des litauischen Straßennetzes aus den Straßen A3 bis A16. Die Straßen mit den Nummern A17 bis A21 sind kürzere Umfahrungen oder Durchfahrten der großen Städte und eine Umgehung der russischen Stadt Sowetsk auf litauischem Gebiet.
- Nationalstraßen (krašto keliai). Sie tragen Nummern von 101 bis 233 und sind in gelb mit schwarzer Nummer beschildert.[1]
- Regionalstraßen tragen Nummern von 1001 bis 5349.

Die Hauptstraßen werden von der Lithuanian Road Administration (Lietuvos automobilių kelių direkcija) verwaltet. Zuständig für Bau und Erhaltung des übergeordneten Straßennetzes in Litauen ist das Staatsunternehmen Kelių priežiūra.
Eine Straßenmaut wird in Litauen bisher nicht erhoben.